# Rheumaptera hofgreni
Rheumaptera hofgreni är en fjärilsart som beskrevs av Lampa 1855. Rheumaptera hofgreni ingår i släktet Rheumaptera och familjen mätare. Inga underarter finns listade.